# Alparslan Baran
Alparslan Baran (* 25. März 2005) ist ein österreichischer Fußballspieler.

## Karriere

### Verein
Baran begann seine Karriere beim ASV Bewegung Steyr. Im September 2017 wechselte er zum SK Vorwärts Steyr. Zur Saison 2018/19 wechselte er in die Jugend des FC Red Bull Salzburg, bei dem er ab der Saison 2019/20 auch sämtliche Altersstufen in der Akademie durchlief. Im Februar 2022 stand er erstmals im Kader des zweitklassigen Farmteams FC Liefering, kam in der Saison 2021/22 aber noch nicht zum Einsatz. Zur Saison 2022/23 rückte er fest in den Kader Lieferings.
Sein Debüt in der 2. Liga gab er dann im April 2023, als er am 24. Spieltag jener Saison gegen den Floridsdorfer AC in der Nachspielzeit für Douglas Mendes eingewechselt wurde. Insgesamt kam er zu drei Zweitligaeinsätzen. Nach der Saison 2023/24 verließ er Salzburg.
Nach einem halben Jahr ohne Verein wechselte Baran im Jänner 2025 in die Türkei zum Drittligisten Altınordu Izmir.

### Nationalmannschaft
Baran spielte im Oktober 2019 erstmals für eine österreichische Jugendnationalauswahl. Im April 2022 debütierte er gegen Rumänien im U-17-Team. Im September 2022 gab er gegen Schweden sein Debüt für die U-18-Mannschaft.